# Comuna de Wądroże Wielkie
Wądroże Wielkie (polaco: Gmina Wądroże Wielkie) é uma gminy (comuna) na Polónia, na voivodia de Baixa Silésia e no condado de Jaworski. A sede do condado é a cidade de Wądroże Wielkie.
De acordo com os censos de 31 de dezembro de 2007, a comuna tem 4103 habitantes, com uma densidade 46,02 hab/km².

## Área
Estende-se por uma área de 89,15 km², incluindo:
- área agrícola: 80%
- área florestal: 4%

## Demografia
Dados de 30 de Junho 2004:
|                      | Total   | Total | Mulheres | Mulheres | Homens  | Homens |
| -------------------- | ------- | ----- | -------- | -------- | ------- | ------ |
|                      | pessoas | %     | pessoas  | %        | pessoas | %      |
| População            | 4068    | 100   | 2051     | 50,4     | 2017    | 49,6   |
| Densidade (pop./km²) | 45,6    | 100   | 23       | 23       | 22,6    | 22,6   |

De acordo com dados de 2002, o rendimento médio per capita ascendia a 1622,54 zł.

## Subdivisões
- Bielany, Biernatki, Budziszów Mały, Budziszów Wielki, Gądków, Granowice, Jenków, Kępy, Kosiska, Mierczyce, Pawłowice Wielkie, Postolice, Rąbienice, Skała, Sobolew, Wądroże Małe, Wądroże Wielkie, Wierzchowice.